# Provincia de Charcas (Potosí)
La provincia de Charcas es una provincia de Bolivia que forma parte del departamento de Potosí. La capital provincial es San Pedro de Buena Vista.
La provincia se creó y tomó el nombre actual por Ley de 3 de septiembre de 1880, durante la presidencia de Narciso Campero, en lugar de la denominación anterior de Sud Chayanta.

## Geografía
Se encuentra al norte del departamento de Potosí y tiene una superficie de 2.964 kilómetros cuadrados. Limita al norte con la provincia del General Bilbao, al este con el departamento de Cochabamba y el departamento de Chuquisaca, al sur con la provincia de Chayanta y al oeste con la provincia de Rafael Bustillo y la provincia de Alonso de Ibáñez.

## Demografía
De acuerdo con el censo boliviano de 2024, la población de la provincia de Charcas es de 38 680 habitantes.
La población de la provincia ha aumentado casi una cuarta parte en las últimas tres décadas:
| Año  | Habitantes | Fuente |
| ---- | ---------- | ------ |
| 1992 | 31 233     | Censo  |
| 2001 | 38 174     | Censo  |
| 2012 | 40 882     | Censo  |
| 2024 | 38 680     | Censo  |

La población de la provincia es de 40.882 habitantes según el censo de 2012. Su capital, San Pedro, tiene cerca de 1.600 habitantes.
La principal lengua hablada en la provincia es el quechua, practicada por el 98 % de la población, 2 % habla el español. La religión católica recoge el 93% de la población de la provincia, un 7% son protestantes.
Los indicadores socioeconómicos reflejan que el 99,8% de las personas no tienen acceso a la electricidad y el 98,5% al agua potable. En la distribución de la población por sectores de industria se muestra la participación predominante de sector primario y la debilidad del sector de servicios: 72 % de los activos de trabajo en la agricultura, un 0,5 % en las minas, del 12,2% en la industria y el 15,3% en los servicios.

## Municipios
La provincia está dividida en dos municipios, los cuales son:
- San Pedro de Buena Vista
- Toro Toro